# アスィールッディーン・アブハリー
アスィールッディーン・ムファッダル・ブン・ウマル・アブハリー（アラビア語: أثير الدين مفضّل بن عمر الأبهري, ラテン文字転写: Athīr al-Dīn Mufaḍḍal ibn ʿUmar al-Abharī）
は、13世紀のムスリムの哲学者、数学者、天文学者である。2冊の有名な哲学書を含め、哲学、天文学、数学の著作を著し、多くの優れた学者を教え、或いは交流を持ったことで知られる。

## 生涯
アブハリーの生涯については、わかっていないことが多い。出身は、ニスバが示すように、カズウィーンとザンジャーンの間にある小さな町アブハルであろう考えられるが、モースルで生まれ育ったとする説を唱える者もいる。学問遍歴についても詳しいことはわかっていないが、モースルでカマールッディーン・ブン・ユーヌスに師事し、モースルを拠点に活動していたことは確からしい。シリアの学者が解けなかった数学上の難問を、アイユーブ朝のスルターン・アル＝カーミルがアブハリーに照会した記録があり、アル＝カーミルの治世にはアブハリーがモースルで学者として名声を得ていたことがわかる。アブハリーは、学問のためにホラーサーンやバグダード、アルビールなどを旅したと考えられる。一説によれば、ビザンティウムやスィヴァス、ハマー、ダマスカスにも居たことがあるという。亡くなったのは、1262年から1265年までのどこかであると考えられ、最期となった場所も、イブン・ハッリカーンの人名辞典によればモースルとされるが、アーザルバーイジャーン（恐らくはシャベスタル）とする説もある。
人物についてよくわかっていないながら、アブハリーがイスラーム世界の精神史上において重要であるのは、その著作が強い影響を与えたことに加え、アブハリーの弟子や交流のあった人物に優れた学者が多くいたためでもある。アブハリーの弟子には、「論理学者」ナジュムッディーン・カーティビー、伝記作者イブン・ハッリカーンなどがおり、アブハリーと議論を交わした学者には、博学者ナスィールッディーン・トゥースィー、宇宙誌作者ザカリーヤー・カズウィーニーなどがいる。

## 著作

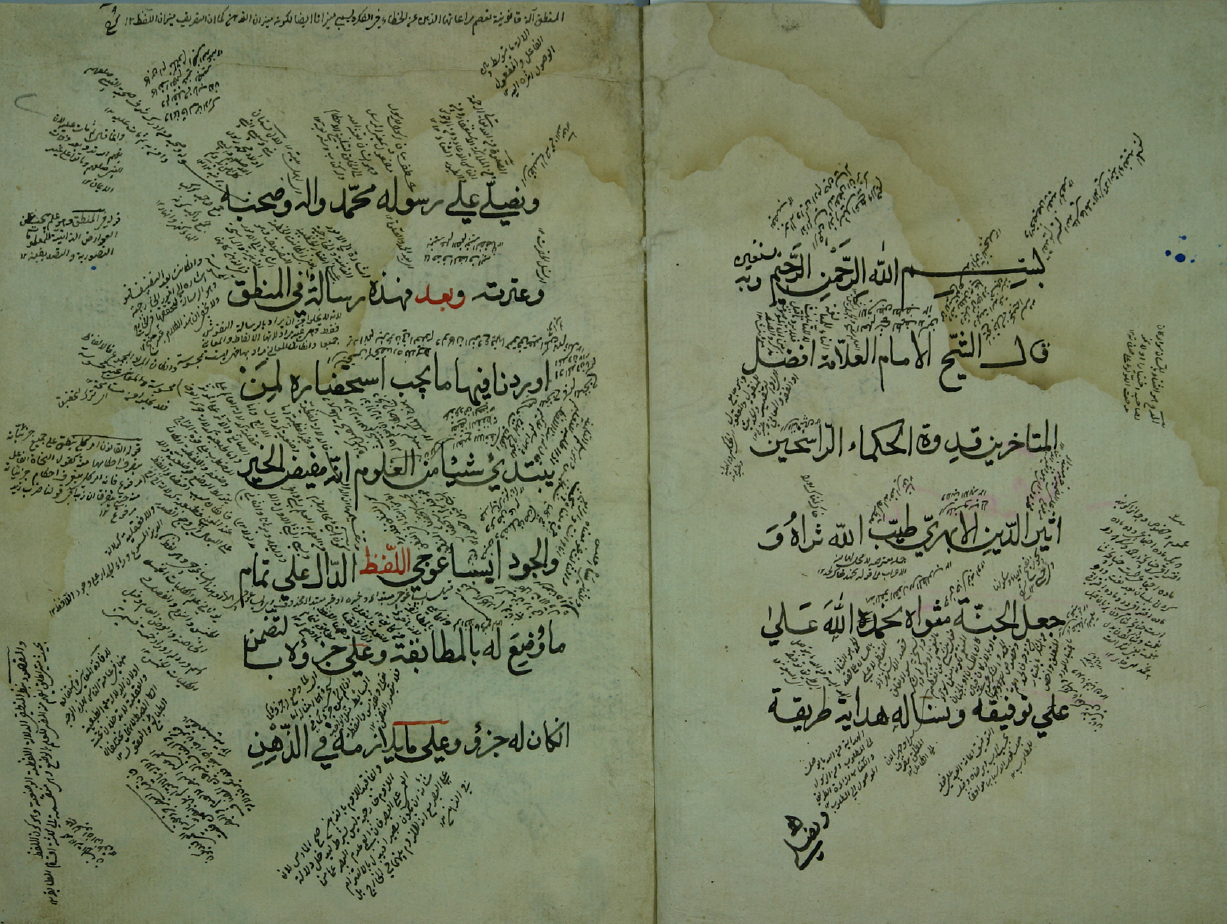
アブハリーの『入門』の写本。

アブハリーはおよそ20冊の著作を残している。生前、数学者として知られ、天文学書の著者として名が通っており、いずれの分野でも複数の著作があるが、特に有名で後世に影響を与えたのは、2冊の哲学書による。

### 哲学
アブハリーの哲学書でまず重要なのは、哲学要綱『叡智への導き（Hidāyat al-ḥikma）』である。この要綱は、論理学、自然哲学、形而上学の3部構成で、イスラーム哲学における後期逍遥学派の代表的な書の一つとされ、14世紀から15世紀にかけ、ペルシアやインドで哲学の教科書として特に広く読まれたものである。『叡智への導き』には数多くの注釈が書かれたが、フサイン・マユブディのものが有名である。
もう一つ有名な哲学書は『入門（Īsāghūjī）』で、『アスィールッディーンの論考（al-Risāla al-Athīriyya）』とも題され、学問を始める者に向けて書かれた論理学の手引書である。この書は、ポルフュリオスの『入門』をアラビア語に翻案したものとされ、膨大な数の写本や注釈、注釈の注釈が書かれた。中でもよく知られているのが、シャムスッディーン・ファナーリーやザカリーヤー・アンサーリーによる注釈である。1625年には、フランシスコ会修道士のトマス・オビキニによって初めてのラテン語訳が出ローマで版されている。また、アルジェリアの著述家アブド・アッ＝ラフマーン・アル＝アフダリーが、この『入門』を韻文化した『美しき梯子（al-Sullam al-Murawnaq）』という作品を残している。

### 天文学
天文学でアブハリーは、アストロラーベについての論考や、先達のズィージュ（天文表）への注釈、天文学の要約書などを著している。その中でも知られているのは、Risāla fī al‐hayʾa（天文学についての論考）や Mukhtaṣar fī al‐hayʾa（天文学梗概）である。Risāla fī al‐hayʾa は、プトレマイオスの天文学の理論を要約したものである。Mukhtaṣar fī al‐hayʾa は、ジャービル・ブン・アフラフなどイスラーム世界の天文学者達の成果を要約したものといわれ、豊富な図を用いている。

### 数学
数学におけるアブハリーの著作の中には、ユークリッド原論の「修正」に関するものがある。その中でアブハリーは、平行線公準の証明に挑んでいるが、その証明は後代の学者から批判されている。